# Microphthalmus aggregatus
Microphthalmus aggregatus är en ringmaskart som beskrevs av Riser 2000. Microphthalmus aggregatus ingår i släktet Microphthalmus och familjen Hesionidae. Inga underarter finns listade i Catalogue of Life.